# Quintus Fufius Calenus
Quintus Fufius Calenus (? – Gallia Cisalpina, Kr. e. 40) ókori római politikus és hadvezér, a Fufia gens legjelentősebb tagja volt. Caius Iulius Caesar oldalán futott be consulsággal tetőző karriert, életét végül Marcus Antonius híveként fejezte be.

## Caesar oldalán
Kr. e. 61-ben néptribunus volt, amely minőségben igyekezett a Bona Dea-ünnepséget megszentségtelenítő Publius Clodius Pulchernek kedvezni: javasolta, hogy ne különbíróság ítélkezzen felette, hanem rendes eljárást indítsanak ellene. A javaslatot Quintus Hortensius Hortalus támogatásával keresztülvitték. Kr. e. 59-ben Caesar befolyásának köszönhetően praetori hivatalt viselhetett, és ettől kezdve mindenben patrónusa érdekeit képviselte. (Praetori évében például olyan törvényt hozatott, ami lehetővé tette, hogy a szavazásokon kiderítsék, hogy ki mire adta a voksát.) Kr. e. 52-ben, Clodius meggyilkolása után annak riválisa, Titus Annius Milo ellen foglalt állást, Kr. e. 51-ben pedig Caesar seregében harcolt legatusi rangban a galliai háborúban.
A Kr. e. 49-ben kitörő polgárháborúban megmaradt Caesar hű emberének: mindjárt a háború elején Brundisiumba sietett a hadvezér fogadására, akit ezután ismét legatusként kísért el a Pompeius hispaniai seregei ellen indított hadjáratra. Kr. e. 48-ban, miután Caesar csapatai egy részével átkelt Épeiroszba, parancsba kapta a hátramaradók behajózását; mielőtt azonban megérkezett volna Itáliába, Marcus Calpurnius Bibulus rajtaütéssel elragadta tőle hajói nagy részét, így csak később tudott átkelni a Balkánra Marcus Antonius társaságában. Itt nem tartott a fősereggel, hanem Caesar parancsára Közép-Görögország ellen vonult, ahol sorban el is foglalta Delphoit, Thébait, Orkhomenoszt, Athént, Megarát és Patrait. Érdemeiért Kr. e. 47-ben consuli hivatalt viselhetett.

## Antonius pártján
Caesar Kr. e. 44-es meggyilkolását követően Marcus Antonius mellett kötelezte el magát, akit védelmezett Cicero heves kirohanásai ellen is. Appianosz szerint Kr. e. 43-ban nagy szerepe volt abban, hogy a proskribált tudós és irodalmár, Marcus Terentius Varro megmenekült a haláltól. (Varro egyik töredékben fennmaradt levelét Fufiusnak címezte, aki feltehetően azonos Calenusszal.) A Kr. e. 42-es philippi csatát követően Antonius legatusa lett, és óriási, tizenegy legiónyi erőt bíztak rá Gallia Cisalpina területén, az Alpok lábánál. Amikor azonban Kr. e. 41 végén Antonius rokonai és tisztjei lázadást robbantottak ki Octavianus ellen, nem csatlakozott hozzájuk a perusiai háborúban, hanem állomáshelyén maradt. A hatalmas sereg passzivitásának köszönhetően Octavianus fel tudta számolni a Perusia városába összpontosuló ellenállást. Calenus Kr. e. 40 elején meghalt, seregei vezetését pedig rendkívüli fiatal fiára hagyta. Octavianus azonnal északra sietett, és az ifjútól könnyűszerrel átvette a katonaság irányítását.